# パシフィック・サウスウエスト航空182便墜落事故
パシフィック・サウスウエスト航空（PSA）182便墜落事故（パシフィック・サウスウエストこうくう182びんついらくじこ）は、1978年9月25日午前9時2分頃、アメリカ合衆国・カリフォルニア州サンディエゴ上空において着陸進入中のボーイング727-214とセスナ 172が空中衝突し、両機とも墜落した航空事故である。
パシフィック・サウスウエスト航空で初めての重大事故であった。また、144人の死者はカリフォルニア州では航空事故史上最悪のものであり、8ヶ月後の1979年5月25日にアメリカン航空191便墜落事故が発生するまでは、アメリカ航空史上においても最悪の事故であった。

## 事故の概要
1978年9月25日、サクラメント発サンディエゴ行き（ロサンゼルス経由）のパシフィック・サウスウエスト航空182便（以降182便と表記）はサンディエゴ国際空港の滑走路27に着陸する態勢に入っていた。機体はボーイング727-214（機体記号N533PS）で、コックピットには機長（42歳）、副操縦士（38歳）、航空機関士（44歳）、そして非番の機長がいた。機長はB727での飛行時間が10,000時間を超えるベテランパイロットだった。
以下は事故前の182便とATCの通信、CVRの記録を意訳したものである。182便の航空機関士は着陸進入中、出発報告をしていなかったことを思い出し、あわてて連絡した。記録は、出発報告が終わり、航空機関士と副操縦士が会話をしているとき、ATCから連絡が入るところから始まる。
| 時間                                                                          | 発言者                                                                        | 発言内容 |
| ＃=不明瞭な発言, *=意味不明の単語,《》=解説など,背景色あり=無線通信,【】=原文 | ＃=不明瞭な発言, *=意味不明の単語,《》=解説など,背景色あり=無線通信,【】=原文 | ＃=不明瞭な発言, *=意味不明の単語,《》=解説など,背景色あり=無線通信,【】=原文                                                      |
| ----------------------------------------------------------------------------- | ----------------------------------------------------------------------------- | --- |
| 8時59分39秒                                                                   | サンディエゴ進入管制                                                          | PSA182、追加のトラフィック、12時方向空港から3マイル（5キロメートル）、北西に飛行しているセスナ172が、VFRで1400フィートから上昇中。 |
| 8時59分39秒                                                                   | 航空機関士                                                                    | 了解《笑い声》 |
| 8時59分39秒                                                                   | 副操縦士                                                                      | それはいいね。 |
| 8時59分41秒                                                                   | 航空機関士                                                                    | 彼は笑ってたよ。私が遅れて連絡したからだな。                                                                                       |
| 非番のパイロットとの会話《9時00分10秒まで続く》                               |                                                                               | |
| 8時59分50秒                                                                   | 機長《サンディエゴ進入管制》                                                  | 了解、目視した。 |
| 9時00分15秒                                                                   | サンディエゴ進入管制                                                          | PSA182、12時方向3マイル、1700フィートにトラフィック。                                                                              |
| 9時00分21秒                                                                   | 副操縦士                                                                      | あれだな。 |
| 9時00分22秒                                                                   | 機長                                                                          | 確認した。 |
| 9時00分26秒                                                                   | 副操縦士                                                                      | フラップ2。 |
| 9時00分34秒                                                                   | 機長《リンドバーグタワーへ》                                                  | リンドバーグタワー、PSA182、ダウンウインド（左旋回）。                                                                             |
| 9時00分38秒                                                                   | リンドバーグタワー                                                            | PSA182、リンドバーグタワー。12時方向1マイルにセスナがいる。                                                                        |
| 9時00分41秒                                                                   | 副操縦士                                                                      | フラップ5。 |
| 9時00分42秒                                                                   | 機長                                                                          | あれ（セスナ）は見えたか？ |
| 9時00分43秒                                                                   | 副操縦士                                                                      | ええ、でも、今は見えませんね。 |
| 9時00分44秒                                                                   | 機長                                                                          | 了解、1分前に確認した。 |
| 9時00分47秒                                                                   | リンドバーグタワー                                                            | (PSA) 182、了解。 |
| 9時00分50秒                                                                   | 機長                                                                          | 右を通過している（した）と思う。【# I think he's pass(ed) off to our right.】                                                      |
| 9時00分47秒                                                                   | リンドバーグタワー                                                            | 了解。 |
| 9時00分52秒                                                                   | 機長                                                                          | 1分前、ちょうどこの辺りを飛んでいた。                                                                                              |
| 9時00分53秒                                                                   | 副操縦士                                                                      | ええ。 |

この際、管制官にセスナ 172M（機体記号N7711G、以降セスナと表記）が前方を飛行していることを伝えられクルーは目視確認していた。しかし、着陸進入中、管制に気を取られているうちにクルーはセスナを見失ってしまう。
この時パイロットは、「I think he's pass(ed) off to our right.」という、「右を通過してると思う」とも「右を通過したと思う」とも聞き取れる曖昧な発言をした。これを管制官は「右を通過してると思う」と聞き取ってしまい、『現在182便の横をセスナが通り過ぎており、クルーはセスナを目視している』と受け取った。
ここでクルーの実際の状況と管制官がそれぞれ想定している状況が食い違い、空中衝突という最悪のシナリオへと突き進んでいく。
| 時間                                                                          | 発言者                                                                        | 発言内容 |
| ＃=不明瞭な発言, *=意味不明の単語,《》=解説など,背景色あり=無線通信,【】=原文 | ＃=不明瞭な発言, *=意味不明の単語,《》=解説など,背景色あり=無線通信,【】=原文 | ＃=不明瞭な発言, *=意味不明の単語,《》=解説など,背景色あり=無線通信,【】=原文                                                                                               |
| ----------------------------------------------------------------------------- | ----------------------------------------------------------------------------- | --- |
| 9時01分07秒                                                                   | リンドバーグタワー                                                            | PSA182、着陸許可。 |
| 9時01分08秒                                                                   | 機長                                                                          | (PSA) 182着陸許可、了解。 |
| 9時01分11秒                                                                   | 副操縦士                                                                      | セスナはもうそばにいないよな？ |
| 9時01分13秒                                                                   | 航空機関士                                                                    | そうでしょう。 |
| 9時01分14秒                                                                   | 機長                                                                          | 多分そうだよな。 |
| 9時01分20秒                                                                   | 非番の機長                                                                    | だといいけど |
| 9時01分20秒                                                                   | 機長                                                                          | 大丈夫だろ。ダウンウインドに入る前1時の方向にいたから、今は後ろを飛んでるはずだ 【Oh yeah, before we turned downwind, I saw him about one o'clock, probably behind us now】 |

2機の進路と高度

クルーが視認し続けていると思っている管制は182便に着陸許可を出した。機長はセスナは後ろにいると思い込んでいたが、実際はセスナの後ろに接近していた。NTSBのレポートには、セスナの色が眼下の住宅街の屋根に近い色だったこと、同じ方向に進んでいたため182便から見たセスナがほとんど動いてないように見えたことが書かれている。ただし報告書では「セスナの主翼が日光を反射し、比較的見やすかったのでは」ということも述べている。
この時セスナはちょうど182便のウインドウガラス下部（ワイパー付近）にいた。また、クルーはセスナを見失っていたにもかかわらずタワーに連絡しなかった。NTSBはレポートの中で「この時報告していれば衝突は回避できていただろう」と書いている。
なお、セスナが異常接近に気が付かなかった理由として、パイロットは計器飛行の練習飛行中で、計器を見る視覚以外を阻害する器具を装着していたことが挙げられた。ただでさえ経験不足のセスナのパイロットには、景色を見ずに182便を回避するというアクロバット飛行は不可能だったのである。そのため、報告書ではセスナではなく182便のクルーに責任があるとされている。
| 時間                                                                          | 発言者                                                                        | 発言内容                                                                      |
| ＃=不明瞭な発言, *=意味不明の単語,《》=解説など,背景色あり=無線通信,【】=原文 | ＃=不明瞭な発言, *=意味不明の単語,《》=解説など,背景色あり=無線通信,【】=原文 | ＃=不明瞭な発言, *=意味不明の単語,《》=解説など,背景色あり=無線通信,【】=原文 |
| ----------------------------------------------------------------------------- | ----------------------------------------------------------------------------- | ----------------------------------------------------------------------------- |
| 9時01分31秒                                                                   | 副操縦士                                                                      | ギアダウン。                                                                  |
| 9時01分34秒                                                                   | 《レバー操作とギアの動作音》                                                  | 《レバー操作とギアの動作音》                                                  |
| 9時01分38秒                                                                   | 副操縦士                                                                      | 下方1機いるぞ                                                                 |
| 9時01分39秒                                                                   | 不明                                                                          | *                                                                             |
| 9時01分39秒                                                                   | 副操縦士                                                                      | こっちに来るのが見えた。                                                      |
| 9時01分42秒                                                                   | 《衝撃音》                                                                    | 《衝撃音》                                                                    |
| 9時01分45秒                                                                   | 機長                                                                          | うわ！【Whoop!】                                                              |
| 9時01分47秒                                                                   | 副操縦士                                                                      | あー！【Aghhh!】                                                              |
| 9時01分47秒                                                                   | 《ノーズギアの扉が閉まる音と強打する音》                                      | 《ノーズギアの扉が閉まる音と強打する音》                                      |
| 9時01分47秒                                                                   | 副操縦士                                                                      | ああ【#oh】                                                                   |

182便のクルーは、衝突寸前に「下方1機いるぞ」とセスナの存在に気が付いたが時すでに遅く、約2,600フィート（790メートル）でセスナに182便の右翼と胴体後部が上から覆いかぶさるような形で空中衝突した。地上の目撃者は「バリバリ」という金属音が聞こえ、上を見上げると右翼から火を噴きながら急降下する182便が見えたという。衝突したセスナは一瞬でバラバラとなり、火を噴きながら衝突現場付近に墜落する様子を偶然居合わせた現地のテレビ局・チャンネル39が撮影していた。
182便は右翼前縁部を大きく損傷、左翼のみ前縁フラップが出ている状態になったため、機体は右にそれて急降下を始めた。この時、サンディエゴ郡広報局スタッフで写真家のハンス・ウェントは、スチルカメラで屋外のプレスイベントに出席しており、偶然にも落下していく182便を撮影した。ウェントの写真には右翼前縁から炎と煙を噴きながら右に傾き落下していく182便がはっきり写っていた。サンディエゴ郡広報局スタッフが撮影した写真はサンディエゴ・ユニオン紙の一面を飾り、世界中の新聞やタイム誌などの雑誌の表紙にも使われた。
| 時間                                                                          | 発言者                                                                        | 発言内容                                                                      |
| ＃=不明瞭な発言, *=意味不明の単語,《》=解説など,背景色あり=無線通信,【】=原文 | ＃=不明瞭な発言, *=意味不明の単語,《》=解説など,背景色あり=無線通信,【】=原文 | ＃=不明瞭な発言, *=意味不明の単語,《》=解説など,背景色あり=無線通信,【】=原文 |
| ----------------------------------------------------------------------------- | ----------------------------------------------------------------------------- | ----------------------------------------------------------------------------- |
| 9時01分48秒                                                                   | 不明                                                                          | #                                                                             |
| 9時01分49秒                                                                   | 機長                                                                          | 落ち着け、落ち着くんだ。                                                      |
| 9時01分51秒                                                                   | 機長                                                                          | どんな状況だ？                                                                |
| 9時01分52秒                                                                   | 副操縦士                                                                      | ひどいです。                                                                  |
| 9時01分52秒                                                                   | 機長                                                                          | えっ？                                                                        |
| 9時01分53秒                                                                   | 副操縦士                                                                      | 衝突した。空中衝突しました。                                                  |
| 9時01分55秒                                                                   | 機長《リンドバーグタワー》                                                    | 管制塔、墜落する、こちらはPSA。                                               |
| 9時01分57秒                                                                   | リンドバーグタワー                                                            | ……了解。救急隊の手配をしておく。                                              |
| 9時01分58秒                                                                   | 副操縦士                                                                      | もうだめだ！                                                                  |
| 9時01分58秒                                                                   | 《失速警報音》                                                                | 《失速警報音》                                                                |
| 9時02分00秒                                                                   | 機長《機内連絡》                                                              | 身構えて!【Brace yourself】                                                   |
| 9時02分02秒                                                                   | 副操縦士                                                                      | 母さん！愛してるよ！【Ma I love ya】                                          |
| 9時02分04秒05                                                                 | 《録音終了》                                                                  | 《録音終了》                                                                  |

182便は機首を下げ、50度ほど右にバンクしたまま時速480キロメートルで住宅街に突っ込み爆発炎上し、巨大なキノコ雲が生成された。セスナも主翼と垂直尾翼を大きく損傷し制御不能のまま、サンディエゴ近郊のノース・パーク (North Park) の住宅街の道路に墜落。この事故によって、182便の搭乗者135名とセスナの搭乗者2名、地上の家屋にいた7名（うち子供2名）が犠牲となった。墜落とその際の破片の拡散により、地上にいた9名が負傷、4ブロックにわたり22棟の住宅が全壊または損傷する大惨事となった。

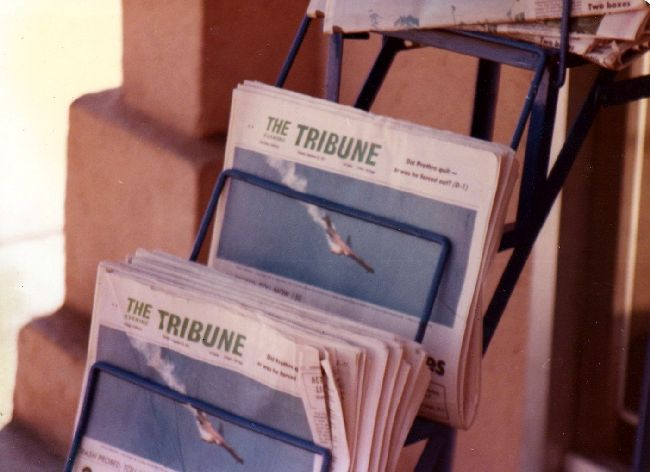
炎上しながら墜落する182便の写真が掲載された新聞

遺体は高速で墜落し炎に巻き込まれたため損傷が激しく、外見で個人の判断ができる遺体は数体しかなかった。犠牲者の体の破片は建物の壁や屋根に飛び散り、路地には足や腕が落ち、周辺一帯は燃料と肉の焼ける匂いがする凄惨な状況を呈した。遺体は近くのセント・オーガスティン高校の体育館に運ばれた。

## 事故の原因
事故原因は、182便のクルーの視認ミスと彼らを過信して特に対策をとらなかった管制のミスが重なった結果とされた。
事の切っ掛けは、182便のクルーが管制が忠告したセスナを見失ったことから始まる。先も書いたように、この時、管制に曖昧な対応を取ったことが『セスナをきちんと視認している』という誤解を招いてしまった。この誤解が、182便のクルーに『セスナはすでに追い抜いた』と誤解をさせてしまい、実際は追い抜いていないセスナへの注意を怠ったまま着陸作業を続行。さらに、管制も彼らの勘違いを信じ、衝突警報が鳴っていたが、182便はセスナへの異常接近に気がついているものと考え、管制側から緊急事態を知らせなかった。これらが、2機の空中衝突という最悪の結果を招いた。182便のクルーも土壇場でミスに気づいたが、衝突回避の時間は殆ど残されておらず手遅れであった。

## 事故の裏事情
182便のクルーが視認に失敗した理由として、2つの理由が挙げられている。
1つ目の理由はシート位置の調整である。シートの位置をパイロットが視認性よりも快適性を優先した位置に調整したため、本来見えていたであろうセスナが見えなくなった。現時点において、事故の調査にあたったNTSB（アメリカ国家運輸安全委員会）はこの説をとっており、この事故を紹介した『メーデー!:航空機事故の真実と真相』もこの説をベースに番組を構成している。
もう1つの説は別の機との取り違えである。接触の可能性がない第三の機を管制が忠告したセスナと勘違いした結果、第三の機が別の方向に飛び去ったのをセスナを追い抜いたと勘違いしたというものである。ただ、この説は状況証拠こそ揃っているものの、当時の管制レーダーにはそれらしき機影が映っておらず、第三の機の存在を断定できなかったため、現時点では公式の説とはされていない。

## 備考

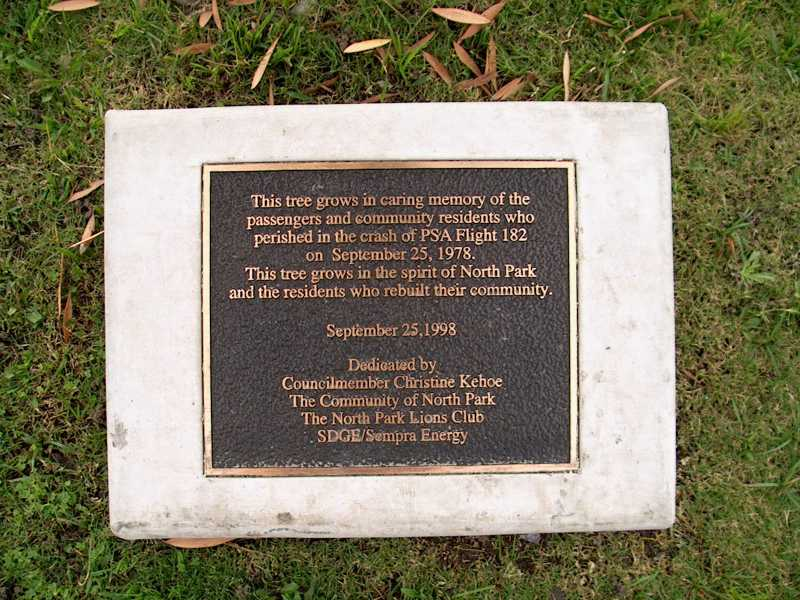
事故の慰霊板

事故後、両機の乗員乗客と地上で巻きこまれた犠牲者に捧げられた慰霊板（プラーク）がサンディエゴのバルボア公園のサンディエゴ航空宇宙博物館に作られた。
事故から30年たった2008年9月25日、182便の犠牲者の友人や100人以上の親類らが、ノースパークに集まった。
また事故後、FAAはサンディエゴ国際空港ではなく、マクレラン・パロマー空港で小型機のパイロットを練習させるように通達を行った。またこの事故はパイロットエラーによって起こった事故の典型例であるため、飛行訓練では必ず教えられる。
この事故と1986年8月31日に起こったアエロメヒコ航空498便空中衝突事故を受け、アメリカでは全ての航空機に空中衝突防止装置（TCAS）の設置が義務付けられることになった。このシステムはその後も改良され、今も空の安全を守っている。ただし、TCASと管制側の指示が相反する状況の際にどちらを優先するか曖昧だったことを原因とした事故も発生しており、2001年には日本航空機駿河湾上空ニアミス事故が、2002年にはユーバーリンゲン空中衝突事故が発生している。
事故の目撃者の一人に、当時サンディエゴに在住していたウーピー・ゴールドバーグがおり、この事故の影響で飛行機恐怖症とPTSDを発症したことを明かしている。

## 映像化
- メーデー!:航空機事故の真実と真相 第9シーズン第9話「HIDING IN PLANE SIGHT」